# 箱崎水族館
箱崎水族館（はこざきすいぞくかん）は、明治末期から昭和初期にかけて福岡県福岡市（現：東区）箱崎浜に存在した水族館である。本記事では戦後、箱崎水族館の付近にあった福岡水族館についても記述する。

## 箱崎水族館
第13回九州沖縄八県連合共進会の付帯施設として建設され、1910年（明治43年）3月24日に開館した、九州発の本格的な水族館である。2階建て、敷地面積2,300m2で、博多湾近海のタイ、サバ、タコ等が展示されたほか、ニホンアシカ、ワニ、サンショウウオ等も飼育されていた。夢野久作の『ドグラ・マグラ』に登場する水族館のモデルにもなったとされる。
敷地の大部分が国道3号（当時は国道2号）の拡張にかかったため、1935年（昭和10年）に閉館した（1931年（昭和6年）廃止とする資料もある）。

## 福岡水族館
1957年（昭和32年）4月14日には、近隣の筥崎宮参道脇に福岡水族館が開館した。鉄筋2階建て、延べ4,000坪で、28の水槽、3つのプールを備え、海水・淡水魚約100種、熱帯魚約60種が展示されたほか、ペンギンも飼育されていた。この水族館は1968年（昭和43年）8月に閉館した。
閉館前の1964年4月20日には、当時飼育されていたコウテイペンギン1羽が長崎水族館へと寄贈された。
長崎水族館には同年3月29日にコウテイペンギン「フジ」（後にコウテイペンギンの世界最長飼育記録を達成し有名となる）が来館しており、福岡水族館のコウテイペンギンは「フジ」に続く2羽目となったが、1967年6月12日に呼吸器系疾患により死亡した。